# Teoria prawa
Teoria prawa – jedna z ogólnych nauk prawnych, zajmująca się teoretyczną refleksją nad prawem. W odróżnieniu od filozofii prawa jej przedmiotem jest zwykle konkretne prawo pozytywne.
Do zakresu przedmiotowego teorii prawa przynależą zwłaszcza:
- zasady interpretacji (wykładni) prawa,
- ogólne kwestie związane ze stanowieniem (tworzeniem) prawa i jego stosowaniem (wydawaniem na jego podstawie wyroków i decyzji administracyjnych)
- problematyka obowiązywania, przestrzegania i egzekwowania prawa w ogólności[1].

Teoria prawa wypracowała terminy i pojęcia wspólne dla nauk prawnych, takie jak np. norma (reguła) prawna, system prawny, przepis prawa, luka w prawie czy źródło prawa. 

## Filozofia prawa a teoria prawa
Wzajemny stosunek między filozofią i teorią prawa pozostaje przedmiotem sporów. Najczęściej uznawane są one za nauki odrębne, choć blisko spokrewnione. Coraz częstsza jest jednak tendencja do ich ścisłego łączenia.
Można jednak również spotkać opinie uznające filozofię prawa za naukę ogólniejszą, zawierającą teorię prawa. Niekiedy też obu pojęć używa się jako synonimów.
Teoria i filozofia prawa wypracowały odmienne podejścia do refleksji teoretycznej nad prawem. Filozofia prawa jest bardziej ogólna i abstrakcyjna. Bada istotę prawa, jego podstawy ontologiczne, założenia epistemologiczne i aksjologiczne. Często ma charakter normatywny, zajmując się prawem takim, jak być powinno. Tradycja filozoficznej refleksji nad prawem sięga starożytności.
Teoria prawa jest nauką znacznie młodszą, związaną bezpośrednio z rozwojem pozytywizmu prawniczego (a więc z końcem XIX wieku). Prawny pozytywizm jest dla teorii prawa punktem wyjścia, jako że jest ona zainteresowana konkretną rzeczywistością prawną, taką jaka została ustanowiona przez prawodawcę (choć badaną na znacznie wyższym poziomie ogólności niż w przypadku nauk dogmatycznoprawnych).
Wyraźne oddzielenie filozofii i teorii prawa jest charakterystyczne szczególnie do krajów postkomunistycznych (choć jest spotykane także w nauce zachodniej). W okresie komunizmu filozofia prawa była odrzucana jako nienaukowa i mająca charakter burżuazyjny. Przeciwstawiano jej „naukową” (tzn. opartą na podstawach marksistowskich) teorię państwa i prawa.

## Teoria państwa i prawa
Teoria państwa i prawa była teoretyczną nauką o prawie, powstałą w krajach komunistycznych. Nazwa dyscypliny miała podkreślać ścisły związek prawa z władzą państwową, co odróżniać ją miało od burżuazyjnych, idealistycznych koncepcji prawa, odrywającej prawo od władzy i sankcji.
W Polsce teoria państwa i prawa powstała w latach pięćdziesiątych. Była kontynuacją przedwojennej ogólnej nauki o państwie i prawie, przekształconej w duchu marksistowskiej teorii prawa. Po roku 1989 nazwa dyscypliny została zarzucona, a nazwy katedr zmieniono na Katedrę teorii prawa lub Katedrę teorii i filozofii prawa